# Itri (municipi)
Itri és un municipi italià de la regió del Laci. Situat a la vora del massís dels Monts Auruncs i encara que el territori és principalment d'interior, una petita part limita amb la mar Tirrena. La població està repartida en 13 districtes: Vagnoli, Santo Stefano Palma, Stazione di Itri, San Martino Cese le Pigne, Licciano, Bucefalo, Marciano, San Giacomo, Lazzano, Comignano, Calabretto, Pagnano, Cetarola.

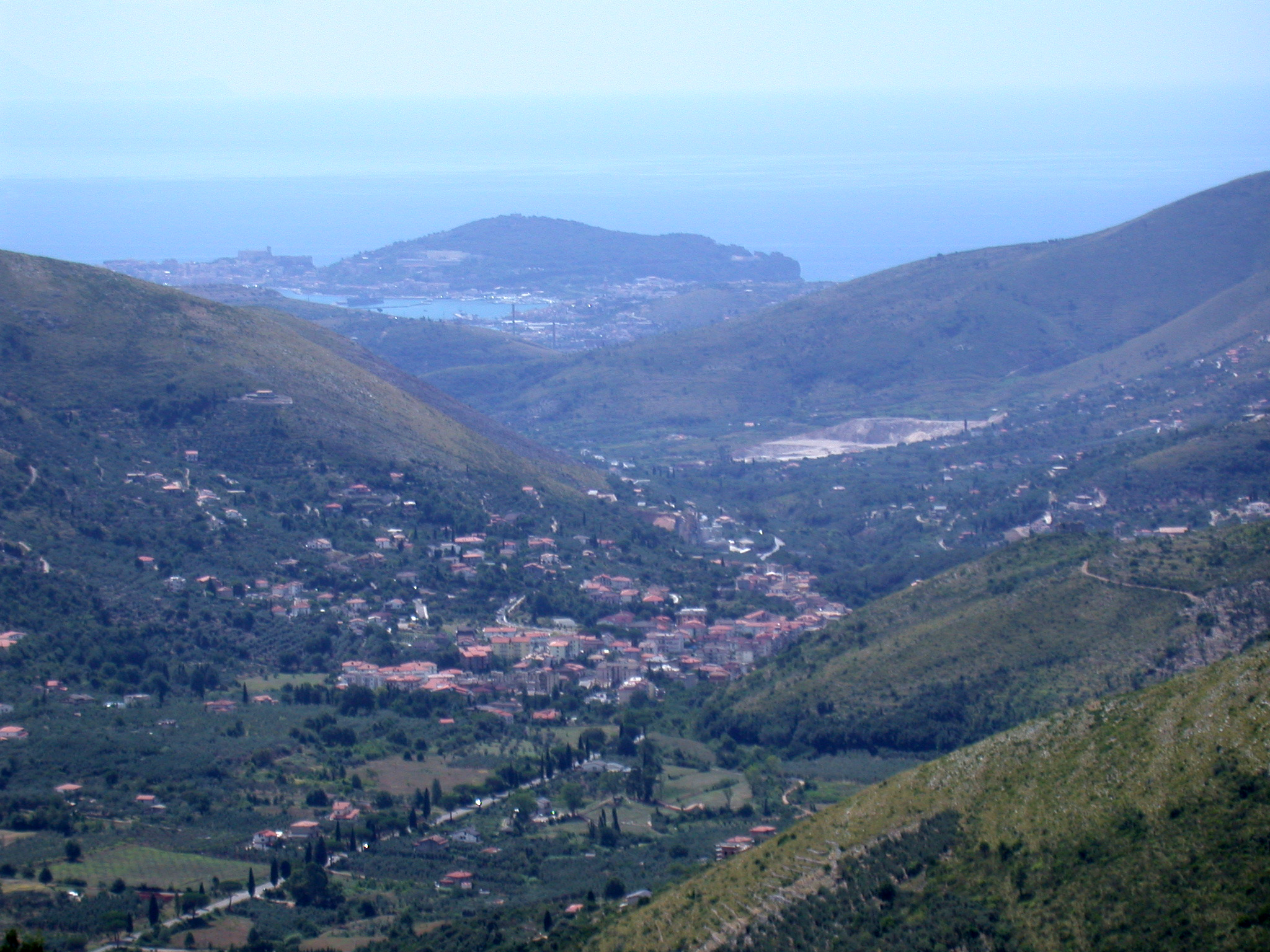
Panoràmica d'Itri

Posició d'Itri dins la província Latina

## Situació

### Geografia
Situada a 170 msnm, el nucli urbà d'Istri es troba en una vall a la falda occidental dels monts Auruncs, amb els quals comunica a través del Pas de Sant Donat, i a només 8 km de la costa. Està a la vora del trajecte de l'antiga via Àpia. La part del municipi que toca a la mar Tirrena és rocallosa i consta dels següents accidents geogràfics: la Punta Cetarola, una cala anomenada Flacca i la platja de Scarpone. La plana de Sant'Agostino separa la costa de la zona muntanyenca, que supera els 1000 m d'altitud, com és el cas del Mont Cervello (1.004 msnm), el Mont Trina (1.062 msnm) o el Monte Ruazzo (1.314 msnm). Una part d'aquestes muntanyes són àrees de roques ermes, però la major part estan recobertes especialment a la primavera i a estiu de vegetació, les verdes pastures que els seus habitants han fet servir des d'antic. Des de la part alta d'aquest relleu muntanyós es pot albirar, els dies de cel clar, les illes Poncianes.

### Localitats veïnes
El municipi d'Itri limita amb els següents municipis:Fondi a l'oest, Formia i Esperia (província de Frosinone) a l'est, Campodimele (província de Roma), al nord i al sud Gaeta i Sperlonga.

## Clima
La situació orogràfica d'Itri confereix al territori un clima no uniforme, ja que amb freqüència es manifesten fenòmens microclimàtics que caracteritzen zones restringides dins del territori municipal. En aquesta petita extensió es poden donar fins a quatre climes: el temperat fred, el temperat calorós, el clima d'alta muntanya i el de la costa. Al centre urbà, que està a 170 msnm, es gaudeix d'un clima que es manté equilibrat: a l'hivern està protegit del vent fred gràcies a les muntanyes que l'envolten; a l'estiu aquestes mateixes muntanyes garanteixen una brisa fresca que apaivaga la calor. Les precipitacions són abundants durant tota l'estació hivernal, mentre que les nevades es presenten per tot el territori però són més rares al nucli urbà (la darrera va ser pel 12 de febrer del 2010).

## Història
Alguns elements trobats al territori d'Itri demostren que el lloc va estar poblat en època neolítica (estris fets amb obsidiana) i també durant l'edat del bronze (Vall d'Oliva).
A l'antiguitat formava part del territori dels auruncs, que després fou conquerit pels romans, els quals van realitzar la via Àpia (312 aC). El lloc va adquirir importància com a enclavament estratègic, encara no s'havia format un nucli habitat gaire consistent però sí que és probable la presència d'un petit centre, que devia funcionar com a estació de posta a la vora de la via romana. Les fonts documentals no fan cap referència directa a l'existència d'una ciutat entre Fondi i Formia, es creu, per tant que el nom del municipi deriva de la paraula llatina iter, que es podria traduir per «camí».
Un antic camí, del qual s'han trobat restes de pavimentació a la ciutat de Calvi, enllaçava amb el districte de Sperlonga.

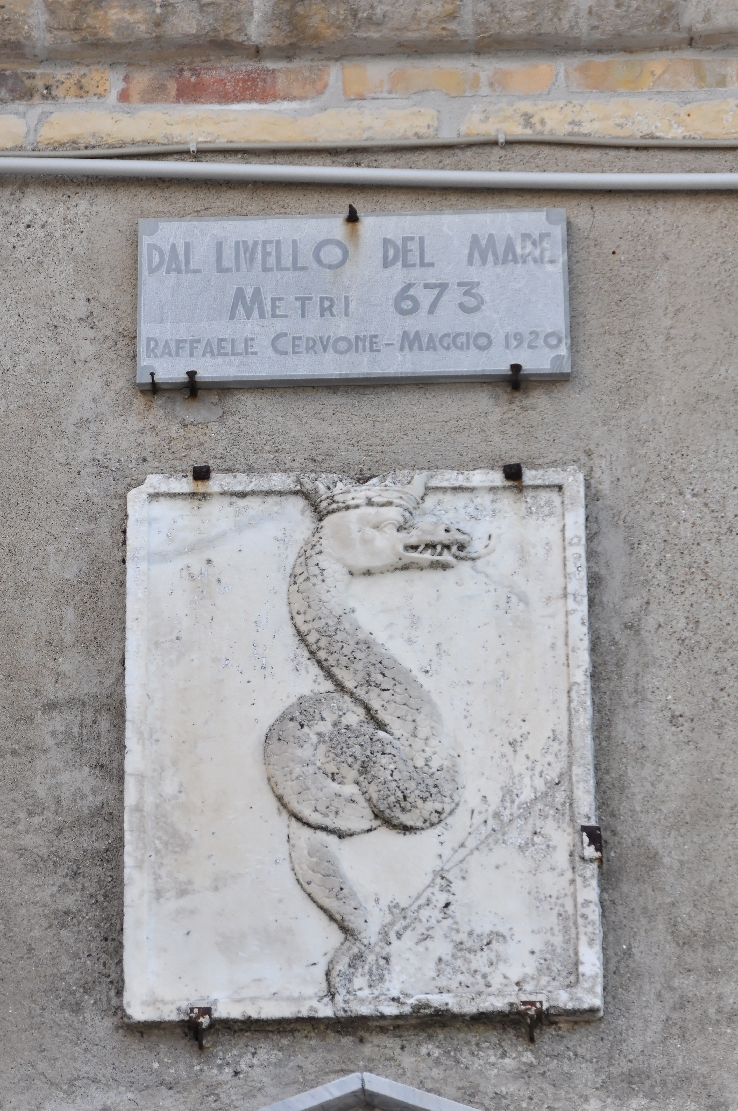
El símbol d'Itri al Santuari de la Civita

La presència d'una serp a l'escut heràldic d'Itri ha donat origen a la llegenda, sense cap base arqueològica que la demostri, que la fundació de la ciutat pogués derivar dels habitants de la mítica ciutat d'Amyclae. Segons diu la llegenda, els habitants d'Amyclae van haver d'abandonar la seva ciutat a causa d'una invasió de serps i en record d'això els nous habitants haurien triat el nom d'Itri per la serp mítica anomenada Hidra de Lerna.
Les primeres notícies que es tenen de l'existència d'Itri daten del 914 i es tracta d'un document de venda que esmenta a un ciutadà anomenat "Stefano, itrano". Entre el segle ix i l'xi es va construir un castell a una alçada que dominava el paisatge de la via Àpia.
Itri va formar part del ducat de Gaeta i va estar governat successivament pel senyor Dell'Aquila, el de Fondi i finalment pels Caetani.
Les cases es van començar a construir a l'entorn del castell i més endavant es va expandir fins a formar-se dos nuclis separats pel torrent del Pontone (o Riu Torto). Un altre nucli habitat va sorgir a la zona del Campello, que fou abandonat a la segona meitat del segle xv.
Aquí va néixer el 1771 Michele Pezza, un famós bandoler conegut pel sobrenom de Fra Diavolo, que va ser també coronel de l'exèrcit del rei de Nàpols Ferran IV de Borbó i que va morir lluitant contra l'ocupació de l'exèrcit napoleònic.
Des del segle xiii fins al 1861 Itri formava part del Regne de Nàpols (també anomenat Regne de les Dues Sicílies) i la comarca es deia Terra di Lavoro. Aquesta situació va durar així fins al darrer rei Francesc II.
El 1911 van arribar a Itri uns cinc-cents emigrants sards per treballar en el cinquè tram de l'autopista Roma-Nàpols. En el context nacional ja hi havia elements de racisme contra els sards, als qui anomenaven despectivament sardegnoli, un tracte que no va desaparèixer fins a la creació de la Brigada Sàsser a la Primera Guerra Mundial. Aquests emigrants estaven rebent un salari inferior al d'altres treballadors i es negaven a pagar un suborn a la camorra sindicalista que els hagués aconseguit un contracte millor; en canvi, per protegir-se preferien fer pinya entre ells. El 12 i el 13 de juliol, emprant pretextos fútils els van presentar dues emboscades una colla d'homes entre els quals estaven implicats gent notable del mateix Itri i, per això, la policia es va mostrar indiferent. Hi van haver 8 víctimes mortals i 60 ferits, tots sards. Al Tribunal Penal de Nàpols trenta-tres acusats van ser absolts pels membres del jurat més nou condemnats in absentia, a trenta anys de presó. Fonts locals de l'època, parlen d'una rebel·lió contra els sards de la població "cansats de suportar violacions i intimidació […] abusos de tota mena", de com "els sards adoptaven la condició psicològica de conqueridors […] en aquest centre-sud recentment conquerit pel seu Rei" i que "els itranesos no havien trobat cap defensa per part de l'Estat Savoy mentre s'havia donat als sards una mena de salconduit tàcit a fi d'aconseguir l'exasperació Itrana, que no era novella en actes de resistència violenta."
Durant la Segona Guerra Mundial, el bombardeig del maig del 1944 va destruir la ciutat i els seus monuments en un 75%.

## Economia
L'agricultura és la principal activitat econòmica i està centrada en la producció de la varietat d'oliva Gaeta, i l'elaboració d'oli. En el curs dels darrers anys el flux turístic de romans, napolitans i estrangers ha augmentat considerablement. Hi ha també algunes indústries, que contribueixen al desenvolupament econòmic del municipi. Des de l'1 de gener del 2011 la ciutat d'Itri, després de contínues peticions per part dels seus ciutadans, està unida a la xarxa de comunicacions amb línia ADSL.
Una altra font d'ingressos és el cinema, ja que els seus paratges han estat escollits per filmar diverses pel·lícules.

## Demografia
Segons els estudis censals efectuats des del 1861 s'observa que:
El nombre d'habitants es va mantenir estable fins al 1901 que va disminuir, a partir del 1911 va haver una pujada però el 1921 es va tornar al nivell del 1911, després va tornar a augmentar progressivament fins a tornar a baixar a la dècada del 1950, tendència que va continuar fins al 1971; a partir d'aquest any la població ha augmentat considerablement.
Itri continua sent una destinació d'emigrants, l'any 2011 hi havia censats 720 estrangers, dels quals la majoria són d'origen romanès i la resta procedien de: Albània, República Dominicana, Alemanya, França, EUA, Ucraïna, Regne Unit, Moldàvia i el Senegal.

## Llocs d'interès cultural

### Arquitectura civil

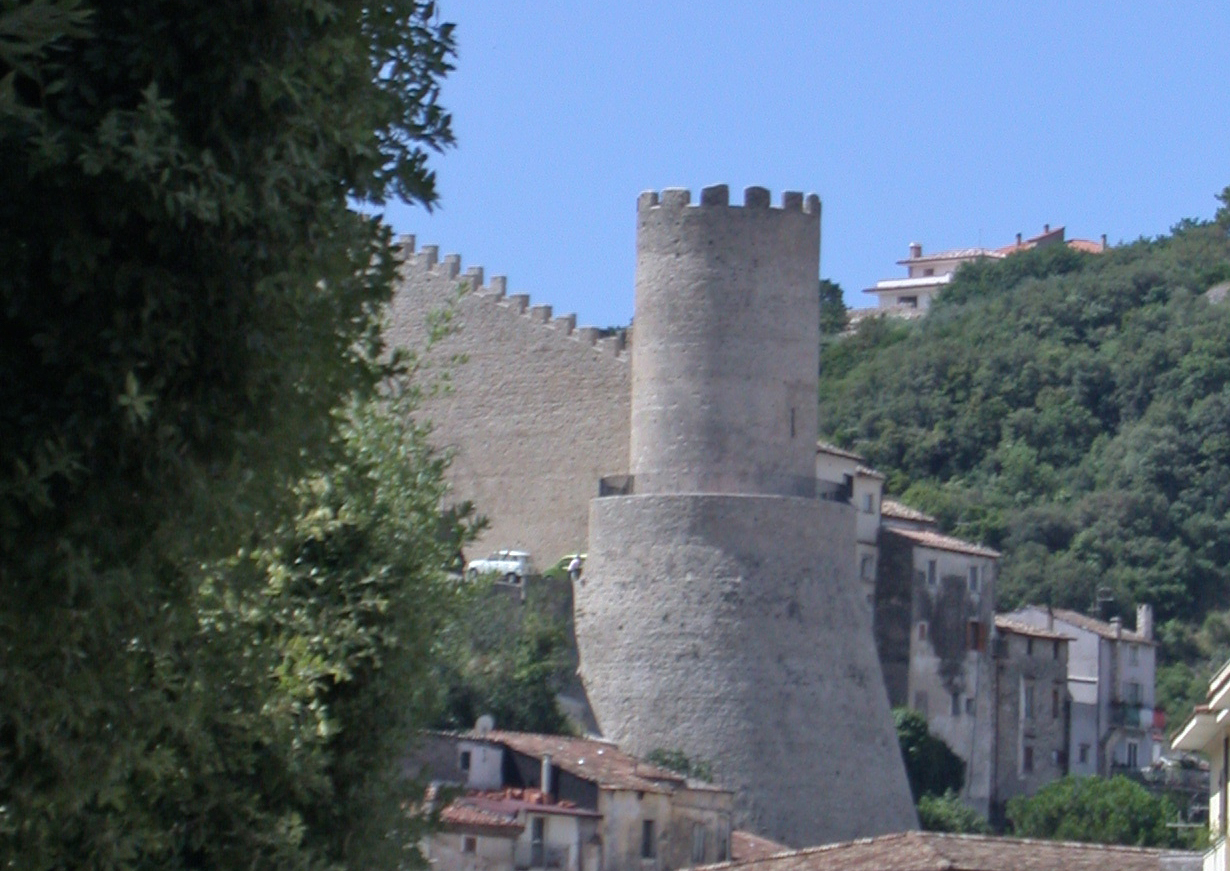
El castell d'Itri, també anomenat Castel Sant'Angelo, pel nom del turó on es va construir.

- El castell, edificat sobre el cim d'un turó anomenat Sant'Angelo, és d'època medieval. El duc de Gaeta va fer construir la primera torre, que és circular, i el 950 el seu nebot fa afegir una segona torre de base quadrada i més gran que l'anterior. El 1250 a les construccions defensives es va afegir la part habitable i l'adarb que les uneix. La torre cilíndrica s'anomena també "Torre del cocodril", ja que segons la llegenda hi havia al seu interior un cocodril que s'alimentava els condemnats a mort. A un nivell inferior a les dues grans torres del castell hi ha tres més petites en forma de semicercle o càvea. Per haver estat malmès a causa dels bombardeigs de la segona guerra mundial, fou adquirit pel govern de la província de Latina l'any 1979 per un preu simbòlic a Francesco Saverio Ialongo i després fou cedit al municipi d'Itri. Una volta restaurat el 2003, el castell és la seu del "Museo del brigantaggio", inaugurat el 2007.[11]
- Via Apia Antica. A la vora d'aquesta antiga calçada s'han trobat les restes d'una vil·la romana d'època republicana (segle I dC).
- Fortí de Sant'Andrea.Edificat sobre les restes d'un antic temple romà dedicat al déu Apol·lo

### Arquitectura religiosa

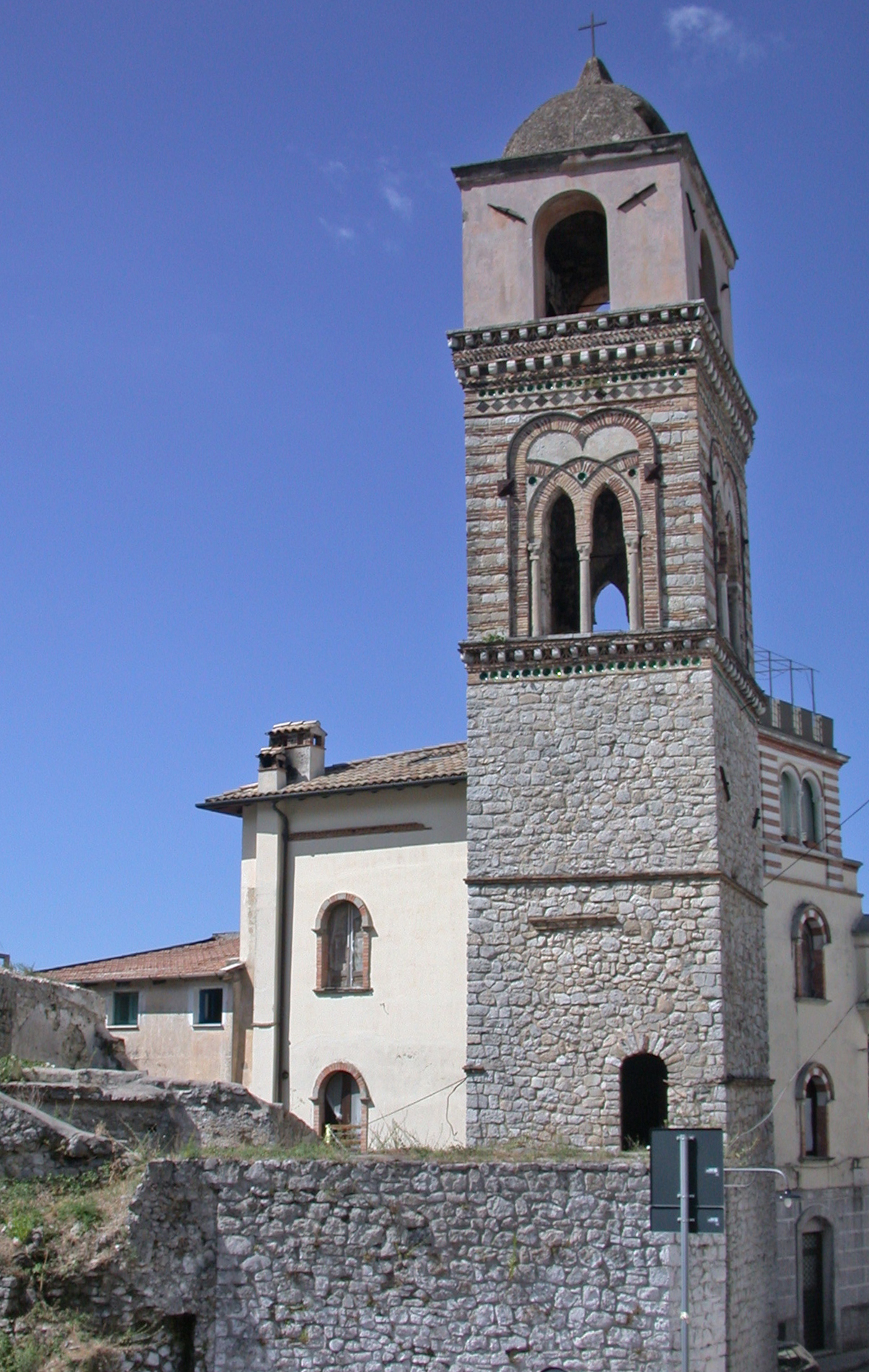
El campanar de la destruïda església de Santa Maria Major

- Convent de Sant Francesc. Edifici fundat el 1324 amb l'aportació del comte de Fondi Onorato I Caetani.
- Església de Sant Miquel Arcàngel. És la més antiga d'Itri i data del segle xii.
- Església de Santa Maria del Loreto. Originalment estava als afores de la ciutat però ara queda integrada a dins. Annex a aquesta església està el convent dels caputxins que data del 1574.
- Església de Santa Maria Major. La primera construcció era del segle xiv i la darrera reconstrucció es va fer després de la segona guerra mundial en estil gòtic.
- Santuari de la Madonna della Civita

## Ciutats agermanades
- Cranston (EUA)

## Escenari cinematogràfic
Itri ha estat escollida com a escenari cinematogràfic de diverses pel·lícules. Algunes de tema religiós com "La Bíblia" (The Bible: In The Beginning, 1966), on el director John Huston va filmar la fugida de Caín. De tema antic va ser la pel·lícula "Scipione, detto anche l'Africano" del director Luigi Magni i amb Vittorio Gassman representant al famós personatge històric. De tema neorealista va ser "La Ciociara", de Vittorio De Sica.
El paisatge d'Itri va servir també per simular el d'Addis Abeba (Etiòpia) en la pel·lícula titulada The Best of Enemies, que tracta sobre l'enfrontament dels exèrcits italià i britànic per un territori colonial africà. Ela actors protagonistes eren Alberto Sordi i David Niven.